# 宮内 (川崎市)
宮内（みやうち）は、神奈川県川崎市中原区の町名。現行行政町名は宮内一丁目から宮内四丁目で、全域が住居表示実施済区域。

## 地理
宮内は川崎市中原区北部の多摩川下流右岸、多摩川低地の中央部に位置する。一部多摩川左岸の河川敷にも領域が及ぶ。北部で高津区下野毛、多摩川越しの北東部に東京都世田谷区野毛・玉堤、東部で等々力、南東部で小杉御殿町、南部及び西部で上小田中、北西部で高津区北見方に接する。多摩川と二ヶ領用水に挟まれた溝の口デルタにあたり、土地は肥沃である。東西に国道409号及び多摩沿線道路が貫いている。近年再開発が著しい武蔵小杉近辺地域の一角である住宅地が占めるが、二ヶ領用水側及び高津区との区境付近には機械・電機・食品・金属などの中小工場群がみられ、1991年（平成3年）の時点では中原区内で工場数の最も多い町である。

### 河川
- 多摩川
- 新川（二ヶ領用水）

### 地価
住宅地の地価は、2024年（令和6年）1月1日の公示地価によれば、宮内1-17-6の地点で30万6000円/m²となっている。

## 歴史

### 近世以前
地内の春日神社・常楽寺一帯は前方後円墳であると言われている。室町時代には武蔵国橘樹郡に属し、『小田原衆所領役帳』には後北条氏小机衆曽根外記の所領として「二十貫文　同宮内之郷之内」と記述されている。江戸時代には武蔵国橘樹郡の村となり、天領となった。村高は『武蔵田園簿』では443石余・『元禄郷帳』では408石・『天保郷帳』では568石余・『旧高旧領取調帳』では570石余となっている。名主は石井家の世襲であり、家の軒数は取り決めで36戸と定められていたが、安永年間よりその定めが破られたとされ、明和7年（1770年）には62軒であったと『橘樹郡案内記』に残されている。江戸時代の主な産品は稲毛米と呼ばれる将軍献上米にも使われた良質な米と花卉が挙げられるが、明和3年（1766年）に池上幸豊の申し出により関東郡代伊奈忠宥によって甘藷の苗が配布された。多摩川の河岸に位置するため水害に見舞われることも多かった。

### 明治以後
明治元年（1868年）には神奈川府を経て神奈川県の所属となり、1889年（明治22年）、町村制施行により橘樹郡中原村の大字となった。この時期はゴボウ・大根・葉菜類や柿・桃等の果樹類が換金作物として栽培されていた。この産品はこの時期当地に設置されていた宮内の渡しで運ばれた。宮内の渡しは当地のほか大谷戸（現・上小田中）から東京方面への交通路として利用され、丸子橋が1935年（昭和10年）に建設されるまで利用された。1925年（大正14年）には橘樹郡中原町の大字、1933年（昭和8年）には川崎市、1974年（昭和47年）には川崎市中原区の大字となっている。昭和40年代から昭和60年代にかけて急激に宅地化が進み、1960年（昭和35年）には597人だった人口が1970年（昭和45年）には2,504人、1991年（平成3年）には9,611人、2008年（平成20年）には11,995人と増加している。
1993年（平成5年）2月22日に宮内全域に住居表示が実施され、現在の宮内一丁目-四丁目が成立した。

### 地名の由来
神社や寺院に囲まれた土地を指す説の外、嵯峨天皇の時代に雨乞のため宮内卿藤原朝臣某を奉幣使としてこの地の春日神社に遣わしたところ、旱魃が止んだためその官職名に由来するとする伝承が『新編武蔵風土記稿』に記されている。

## 世帯数と人口
2025年（令和7年）6月30日現在（川崎市発表）の世帯数と人口は以下の通りである。
| 丁目      | 世帯数    | 人口     |
| --------- | --------- | -------- |
| 宮内1丁目 | 1,189世帯 | 2,568人  |
| 宮内2丁目 | 1,374世帯 | 2,734人  |
| 宮内3丁目 | 1,855世帯 | 4,080人  |
| 宮内4丁目 | 1,971世帯 | 3,689人  |
| 計        | 6,389世帯 | 13,071人 |

### 人口の変遷
国勢調査による人口の推移。
| 年                 | 人口   |
| ------------------ | ------ |
| 1995年（平成7年）  | 10,027 |
| 2000年（平成12年） | 10,151 |
| 2005年（平成17年） | 11,416 |
| 2010年（平成22年） | 12,536 |
| 2015年（平成27年） | 12,729 |
| 2020年（令和2年）  | 13,279 |

### 世帯数の変遷
国勢調査による世帯数の推移。
| 年                 | 世帯数 |
| ------------------ | ------ |
| 1995年（平成7年）  | 4,094  |
| 2000年（平成12年） | 4,248  |
| 2005年（平成17年） | 4,815  |
| 2010年（平成22年） | 5,435  |
| 2015年（平成27年） | 5,580  |
| 2020年（令和2年）  | 5,969  |

## 学区
市立小・中学校に通う場合、学区は以下の通りとなる（2022年3月時点）。
| 丁目       | 番地 | 小学校             | 中学校             |
| ---------- | ---- | ------------------ | ------------------ |
| 宮内一丁目 | 全域 | 川崎市立宮内小学校 | 川崎市立宮内中学校 |
| 宮内二丁目 | 全域 | 川崎市立宮内小学校 | 川崎市立宮内中学校 |
| 宮内三丁目 | 全域 | 川崎市立宮内小学校 | 川崎市立宮内中学校 |
| 宮内四丁目 | 全域 | 川崎市立宮内小学校 | 川崎市立宮内中学校 |

## 事業所
2021年（令和3年）現在の経済センサス調査による事業所数と従業員数は以下の通りである。
| 丁目       | 事業所数  | 従業員数 |
| ---------- | --------- | -------- |
| 宮内一丁目 | 102事業所 | 1,023人  |
| 宮内二丁目 | 142事業所 | 2,090人  |
| 宮内三丁目 | 41事業所  | 269人    |
| 宮内四丁目 | 69事業所  | 831人    |
| 計         | 354事業所 | 4,213人  |

### 事業者数の変遷
経済センサスによる事業所数の推移。
| 年                 | 事業者数 |
| ------------------ | -------- |
| 2016年（平成28年） | 353      |
| 2021年（令和3年）  | 354      |

### 従業員数の変遷
経済センサスによる従業員数の推移。
| 年                 | 従業員数 |
| ------------------ | -------- |
| 2016年（平成28年） | 4,193    |
| 2021年（令和3年）  | 4,213    |

## 施設
- 川崎宮内郵便局
- 川崎市公文書館
- 等々力環境センター - 下水処理場
- 川崎市立宮内中学校
- 川崎市立宮内小学校
- 宮内幼稚園
- 西宮内保育園
- ももの里保育園

### 寺社・教会
- 常楽寺 - 真言宗智山派。山号は春日山。まんが寺として知られる[6]。
- 髙願寺 - 浄土真宗本願寺派。2005年に「高元寺」から改称[20]。
- 多聞寺 - 真言宗智山派。
- 春日神社
- 天理教小杉分教会

## 交通

### 鉄道
当地内に鉄道は通っていない。最寄りの駅はJR東日本南武線武蔵新城駅または武蔵中原駅である。

### 路線バス
- 東急バス - 川崎線 川31・川32系統、小杉線 溝02・溝03系統。
- 川崎市バス - 宮内線 杉40系統

### 道路
宮内から多摩川を渡って東京都世田谷区玉堤で目黒通りに接続する等々力大橋（仮称）が、2023年現在、2030年度の完成予定で建設中である。
また、宮内一丁目を縦断して府中街道西下橋交差点と等々力大橋を結ぶ宮内新横浜線が建設中である（2024年3月時点の用地取得率は59％）。
- 国道409号（府中街道）
- 神奈川県道45号丸子中山茅ヶ崎線（中原街道）
- 川崎市主要地方道幸多摩線（多摩沿線道路）

## その他

### 日本郵便
- 郵便番号 : 211-0051[4]（集配局 : 中原郵便局[24]）

### 警察
町内の警察の管轄区域は以下の通りである。
| 丁目       | 番・番地等 | 警察署     | 交番・駐在所 |
| ---------- | ---------- | ---------- | ------------ |
| 宮内一丁目 | 全域       | 中原警察署 | 宮内交番     |
| 宮内二丁目 | 全域       | 中原警察署 | 宮内交番     |
| 宮内三丁目 | 全域       | 中原警察署 | 宮内交番     |
| 宮内四丁目 | 全域       | 中原警察署 | 宮内交番     |